# Rapala hypargyria
Rapala hypargyria är en fjärilsart som beskrevs av Henry John Elwes 1892. Rapala hypargyria ingår i släktet Rapala och familjen juvelvingar. Inga underarter finns listade.